# Glen Ballard
Basil Glen Ballard Jr. (sinh ngày 1 tháng 5 năm 1953) là một người viết bài hát, người viết lời bài hát, và nhà sản xuất thu âm người Mỹ. Ông được biết đến nhiều nhất qua việc đồng sáng tác và sản xuất album Jagged Little Pill phát hành năm 1995 của Alanis Morissette. Album này đã thắng hai giải Grammy ở hạng mục Album rock xuất sắc nhất và Album của năm, và được Rolling Stone xếp vào danh sách 500 album vĩ đại nhất mọi thời đại. Ông cũng nổi tiếng nhờ cộng tác với nhà soạn nhạc Alan Silvestri. Ông đã tham gia quá trình ghi âm và viết nhạc cho hai album Thriller và Bad của Michael Jackson. Với tư cách là một người viết nhạc, ông đã đồng sáng tác nhiều bài hát trong đó có "Man in the Mirror" (1987) và "Hand in My Pocket" (1995). Ông là người sáng lập công ty Java Records. Ông đã thắng giải Grammy cho Ca khúc nhạc phim hay nhất tại lễ trao giải Grammy năm 2006 cho ca khúc "Believe" (The Polar Express). Năm 2011, ông thành lập công ty sản xuất riêng có tên là Augury, một xưởng sản xuất tại Hollywood tập trung vào phát triển những dự án âm nhạc trong các bộ phim, trên truyền hình và trong nhà hát.

## Danh sách đĩa nhạc
Ông đã biểu diễn hoặc sản xuất cho các sản phẩm âm nhạc dưới đây:
- Michael Jackson — Thriller  (1982)
- Pointer Sisters — Break Out (1983)
- Patti Austin — Patti Austin (1984)
- Evelyn King — So Romantic (1984)
- Jack Wagner — All I Need (1984)
- Jack Wagner — Lighting Up the Night (1985)
- Teddy Pendergrass — Workin' It Back (1985)
- The Pointer Sisters - "Hot Together" (1986)
- Michael Jackson — Bad (1987)
- Jack Wagner — Don't Give Up Your Day Job (1987)
- Paula Abdul — Forever Your Girl (1988)
- Paula Abdul — Shut Up and Dance (1990)
- Wilson Phillips — Wilson Phillips (1990)
- Curtis Stigers — Curtis Stigers  (1991)
- Michael Jackson — Dangerous (1991)
- Wilson Phillips — Shadows and Light (1992)
- Trey Lorenz — Trey Lorenz (1992)
- Jack Wagner — Alone in the Crowd (1993)
- K. T. Oslin — Greatest Hits: Songs from an Aging Sex Bomb (1993)
- Lea Salonga — Lea Salonga (1993)
- Evelyn King — Love Come Down: The Best of Evelyn "Champagne" King (1993)
- Alanis Morissette — Jagged Little Pill (1995)
- Sheena Easton — My Cherie (1995)
- Chynna Phillips — Naked And Sacred (1995)
- Toto - Tambu (1995)
- Curtis Stigers — Time Was (1995)
- Van Halen — Best Of – Volume I ("Me Wise Magic" và "Can't Get This Stuff No More") (1996)
- Aerosmith — Nine Lives (1997)
- The Corrs — Talk On Corners (1997)
- Brendan Lynch — Brendan Lynch (1997)
- Alanis Morissette — Supposed Former Infatuation Junkie (1998)
- Block — Timing Is Everything (1998)
- The Moffatts — Chapter I: A New Beginning (1999)
- Lara Fabian — Lara Fabian (2000)
- No Doubt — Return of Saturn (2000)
- TITAN A.E. — Music From The Motion Picture (2000)
- Judith Owen — Limited Edition (2000)
- Bliss 66 — Trip to the 13th (2001)
- Shakira — "The One" (2001)
- Dave Matthews Band — Everyday (2001)
- Crashed..... (2001)
- Live - "Forever Might Not Be Long Enough" (2001)
- Shelby Lynne - Love, Shelby (2001)
- Sheila Nicholls — Wake (2002)
- Christina Aguilera — Stripped (2002) (đồng sáng tác "The Voice Within")
- Lisa Marie Presley — To Whom It May Concern (2003)
- Anastacia — Anastacia (2004)
- Elisa — Pearl Days (2004)
- Van Halen — The Best Of Both Worlds (2004)
- Fragile System — Atomic Tiger (2004)
- Katy Perry — (A) Katy Perry (2004; Album được lưu trữ)
- Alanis Morissette — Jagged Little Pill Acoustic (2005)
- O.A.R. — Stories of a Stranger (2005)
- Hayley Westenra - Nhạc phim The New World (2005)
- Goo Goo Dolls — Let Love In (2006)
- P.O.D. — Testify (2006)
- Annie Lennox — Dark Road (2007)
- Carina Round — Slow Motion Addict (2007)
- Emmy Rossum — Inside Out (2007)
- Annie Lennox — Songs of Mass Destruction (2007)
- Anouk — Who's Your Momma (2007)
- A Hero Comes Home (2007)
- Katy Perry — One of the Boys (2008)
- Idina Menzel — I Stand (2008)
- Anna Vissi — Apagorevmeno (2008)
- Miley Cyrus — Hannah Montana: The Movie (nhạc phim) (2009)
- Wilson Phillips — Christmas in Harmony (2010)
- Stevie Nicks — In Your Dreams (2011) (sản xuất các bài hát cùng với Dave Stewart)
- Anastacia — It's a Man's World (2012)
- Ringo Starr - Ringo 2012 (2012)
- SNH48 TOP 16 - 那不勒斯的黎明 (Dawn in Naples) (2017)

## Viết kịch bản phim
Ballard đã viết kịch bản phim cho Clubland, một bộ phim âm nhạc về một nhạc sĩ đầy khao khát ở Los Angeles. Ông đã viết một số bài hát trong 6 bộ phim bao gồm The Slugger’s Wife, Navy Seals, The Polar Express và Batman: Mask of the Phantasm.

## Nhạc kịch sân khấu
Ballard đồng sáng tác phần nhạc và viết lời cho Ghost The Musical cùng với David A. Stewart và Bruce Joel Rubin, một chương trình nhạc kịch mở cửa tại West End của London vào ngày 19 tháng 7 năm 2011 và tại Broadway vào mùa xuân năm 2012.
Vào ngày 31 tháng 1 năm 2014, có thông báo cho biết rằng một dự án nhạc kịch sân khấu chuyển thể của bộ phim Back to the Future đang trong quá trình sản xuất. Chương trình nhạc kịch này, được đồng sáng tác bởi hai nhạc sĩ gốc là Robert Zemeckis và Bob Gale, được kỳ vọng ra mắt vào năm 2015, vào dịp kỷ niệm 30 năm ngày công chiếu bộ phim. Ballard kết hợp với Alan Silvestri để sáng tác phần âm nhạc mới, kết hợp bổ sung những ca khúc gốc của bộ phim, trong đó có "The Power of Love", "Johnny B. Goode", "Earth Angel" và "Mr. Sandman".